# 巴托
巴托（德語：Bartow）是德国梅克伦堡-前波美拉尼亚州的市镇，隶属于梅克伦堡湖区县。总面积为25.05平方千米，截至2023年12月31日总人口为430人。